# Berengar Raimund I. (Provence)
Berengar Raimund I. von Provence  (* 1115 in Mauguio; † 1144) war Graf der Provence und der jüngere Sohn von Raimund Berengar III. von Barcelona.
Er erhielt von seinem Vater die Provence, während sein älterer Bruder Raimund Berengar IV. die fünf katalanischen Länder erhielt. Sein Sohn war Raimund Berengar III. von Provence.
| Vorgänger | Amt                            | Nachfolger            |
| --------- | ------------------------------ | --------------------- |
| Dulcia I. | Graf von Provence 1127/30–1144 | Raimund Berengar III. |

| Personendaten    | Personendaten       |
| ---------------- | ------------------- |
| NAME             | Berengar Raimund I. |
| ALTERNATIVNAMEN  | Berenguer Ramon I.  |
| KURZBESCHREIBUNG | Graf der Provence   |
| GEBURTSDATUM     | 1115                |
| GEBURTSORT       | Mauguio             |
| STERBEDATUM      | 1144                |